# Rodolfo Gajardo
Rodolfo Gajardo Michell (25 de marzo de 1947 - 17 de septiembre de 2011) fue un profesor de biología y ecólogo chileno. Especialista en ecología aplicada y biología de la conservación, fue académico de la Universidad de Chile y uno de los impulsores de la creación de su Facultad de Ciencias Forestales. 

## Biografía
Gajardo ingresó a la Universidad de Chile el año 1965, obteniendo el título de Profesor de Estado de Biología en 1975. Paralelamente, desempeñó diversos cargos en la entonces Escuela de Ciencias Forestales, donde se convertiría en profesor titular en 1986.
Por dos periodos (1986-1989 y 1992-1995) ocupó el cargo de director del Departamento de Silvicultura. Su labor académica, en 45 años de servicio en la Universidad de Chile queda reflejada en la distinción Medalla al Mérito Rector Valentín Letelier que recibió el año 2003, en las innumerables memorias de título y de postgrado que dirigió, así como en sus proyectos y publicaciones, donde destaca el libro "La Vegetación Natural de Chile. Clasificación y Distribución Geográfica" de 1994, el cual generó las bases científicas para el desarrollo del actual Sistema Nacional de Áreas Silvestres Protegidas del Estado de Chile. En la Universidad de Chile ayudó a crear y desarrollar el programa de Magíster en Áreas Silvestres y Conservación de la Naturaleza, siendo el primer director del programa.
Obtuvo el grado de Doctor en Ciencias, opción Ecología en 1997 en la Universidad de Aix y de Marsella de Francia.
Sus investigaciones se centraron en el mapeo y el estudio de los árboles y las plantas en los ecosistemas. Colaboró como experto en ecología aplicada, especies en peligro, parques nacionales y ecología de la restauración en muchos comités nacionales e internacionales.